# Guy Rolfe
Pour les articles homonymes, voir Rolfe.
Guy Rolfe est un acteur anglais, né le 27 décembre 1911 à Londres (Angleterre, Royaume-Uni), où il est mort le 19 octobre 2003.

## Biographie
Il apparaît au cinéma de 1937 à 1999 et à la télévision, dans des téléfilms et séries, de 1957 à 1988.
Durant sa carrière, il joue également au théâtre.

## Filmographie partielle

### Au cinéma
- 1937 : Le Chevalier sans armure (Knight without Armour) de Jacques Feyder (non crédité)
- 1938 : Alerte aux Indes (The Drum) de Zoltan Korda (non crédité)
- 1948 : Sarabande (Saraband for Dead Lovers) de Basil Dearden
- 1948 : Easy Money de Bernard Knowles
- 1948 : Voyage brisé (Broken Journey) de Ken Annakin
- 1948 : Le Mystère du camp 27 (Portrait from Life) de Terence Fisher
- 1949 : The Spider and the Fly, de Robert Hamer
- 1952 : Ivanhoé (Ivanhoe) de Richard Thorpe
- 1953 : Capitaine King (King of the Khyber Rifles) d'Henry King
- 1953 : La Reine vierge (Young Bess) de George Sidney
- 1953 : Le Prince de Bagdad (The Veils of Bagdad) de George Sherman
- 1955 : Le Démon de la danse (Dance Little Lady) de Val Guest
- 1959 : Section d'assaut sur le Sittang (Yesterday's Enemy) de Val Guest
- 1959 : Les Étrangleurs de Bombay (The Stranglers of Bombay) de Terence Fisher
- 1961 : Le Roi des rois (King of Kings) de Nicholas Ray
- 1961 : Mr. Sardonicus de William Castle
- 1962 : Taras Bulba de J. Lee Thompson
- 1964 : La Chute de l'Empire romain (The Fall of the Roman Empire) d'Anthony Mann (non crédité)
- 1965 : ABC contre Hercule Poirot (The Alphabet Murders) de Frank Tashlin
- 1971 : Nicolas et Alexandra (Nicholas and Alexandra) de Franklin J. Schaffner
- 1973 : And Now the Screaming Starts! de Roy Ward Baker
- 1985 : La Promise (The Bride) de Franc Roddam
- 1987 : Les Poupées (Dolls) de Stuart Gordon
- 1991 : Puppet Master III : La Revanche de Toulon de David DeCoteau
- 1993 : Puppet Master 4 de Jeff Burr
- 1994 : Puppet Master 5: The Final Chapter de Jeff Burr
- 1999 : Retro Puppet Master de David DeCoteau

### À la télévision (séries)
- 1967 : Le Saint (The Saint), Saison 5, épisode 21, Dalila a disparu (Simon and Delilah) de Roy Baker
- 1968 : Les Champions (The Champions), épisode 8, L'Appât (To Trap a Rat)
- 1969 : Première série Chapeau melon et bottes de cuir (The Avengers), Saison 6, épisode 24, Brouillard (Fog) de John Hough
- 1976 : Cosmos 1999 (Space : 1999), Saison 2, épisode 6, Une autre Terre (New Adam, New Eve)

## Théâtre
Pièces jouées à Bristol, Angleterre
- 1945-1946 : Zoo in Silesia de Richard Pollock
- 1982-1983 : Le Vallon (The Hollow) d'Agatha Christie